# Типографія
Типогра́фія (грец. τύπογραφία, англ. typography) — мистецтво оздоблення друкарського тексту. Охоплює мистецтва:
- шрифтового дизайну, тобто створення символів літер та цілих шрифтів;
- шрифтового оздоблення, тобто модифікації та декорування малюнків літер;
- верстки, тобто вибору шрифту, параметрів набору, способів розміщення на площині та компонування з іншими елементами.

Належить до фахової сфери відповідно шрифтових дизайнерів, графіків, типографів та верстальників. Цифрові технології зробили це мистецтво доступним широкому загалу.
До питань типографії відносять також прийняті для певної мови традиції використання розділових та службових знаків, розмір проміжку, прийнятну частоту переносів тощо.

## Історія
Останні наукові дані говорять про те, що найперші форми для набору тексту — з фаянсу — були використані близько тисячі років тому ще в Китаї (1040 р.). Незважаючи на недовговічність подібного матеріалу, ніякої іншої технології аж до XIII століття не застосовувалося.
Але розквіт типографії як окремої сфери діяльності розпочався в Європі, де вона з'явилася в середині XV століття. Її поширенню сприяли легкість і відносно мала кількість символів в латинському шрифті, на відміну від китайських ієрогліфів. Першим, хто серйозно зайнявся європейським типографським мистецтвом, став Йоганн Гутенберг (1397—1468 рр.), німецький винахідник і ювелір. Створивши в 1440 році зі свинцевих літер набірну форму, він подарував світові перший друкарський верстат. Відтепер створювати книги стало набагато простіше, їх вартість зменшилася, а кількість — зросла. І через 14 років була випущена перша надрукована книга. Нею стала Біблія, набрана готичним шрифтом — цей шрифт найбільш відповідав рукописному тексту тих часів, був знайомий і зручний читачам.
Типографія має давню історію, що почалася з розвитку писемності та друкарства. Вона значно розвинулася з часів винаходу друкарського верстата Йоганном Гутенбергом у XV столітті. Сучасна типографія включає як традиційні, так і цифрові технології. Ще з XV століття, коли Йоганн Гутенберг, християнський чернець, створив друкарський прес з використанням рухомих літер. Це стало переломним моментом, який зробив можливим масове друкування книг та суттєво змінив спосіб поширення знань та інформації. З того часу типографічні принципи, такі як кернінг (регулювання відстані між літерами), інтерліньяж (міжрядковий інтервал) та вирівнювання тексту, постійно змінювалися, пристосовуючись до нових технологій та естетичних тенденцій кожної епохи.
З появою цифрових технологій і поширенням Інтернету наприкінці XX століття, типографія зазнала значних змін, адаптуючись до специфіки екранів. Це призвело до розробки нових підходів до дизайну, зокрема до підвищення зручності читання тексту на екранах різних розмірів. Важливим кроком стало впровадження веб-шрифтів, що дозволило дизайнерам використовувати широкий вибір шрифтів, які більше не обмежуються стандартними системними варіантами. Веб-шрифти стали ключовим інструментом у створенні унікальних і впізнаваних стилів для сайтів, підвищуючи їх естетичну привабливість.
Сучасна типографія у веб-дизайні намагається зберігати основні традиційні принципи, поєднуючи їх із новими можливостями цифрового середовища. Вона враховує адаптивність до різних екранів та інтерактивні елементи, щоб забезпечити комфортне сприйняття інформації та створювати візуально привабливі сторінки, що відповідають потребам користувачів на мобільних пристроях і великих моніторах. У результаті, типографіка стала невід'ємною частиною веб-дизайну, яка впливає на взаємодію користувача з контентом та формує загальне враження від сайту.